# جون إي. ساندرز
جون إي. ساندرز (بالإنجليزية: John E. Sanders)‏ هو عالم عقيدة أمريكي، ولد في 1956.